# H7N9鳥インフルエンザの流行
本記事では、2013年3月末に人間への感染が中国で初めて発見されたH7N9亜型A型インフルエンザウイルスによるH7N9鳥インフルエンザの流行について述べる。明確なヒトヒト感染（ヒト間感染）は現在のところ確認されていない。

## 概要・経過
2013年3月30日の発見から2014年2月27日夜まで、中国本土（香港、台湾を除く）の感染確認例は367人である（死亡者数、回復者数の詳細については不明）。以下、中国の各行政区画における感染者数のデータを記述する。
※( )内は2013年12月31日夜→2013年2月27日夜の感染者数推移。変化がない場合は数字のみ。
浙江省(51→136)、広東省(6→81)、江蘇省(28→42)、上海市(33→41)、福建省(5→20)、河南省(9→16)、安徽省(4→9)、江西省(6)、北京市(4)、湖南省(4)、広西チワン族自治区(0→3)、山東省(2)、貴州省(1)（浙江省で感染）、河北省(1)、吉林省(1)、合計(140→367)・死亡(  →36?)
これらの他に中国本土からの輸入例と考えられる香港(4)、台湾(2)、マレーシア(1)がある。
- FAOによると、2014年2月5日現在感染者は少なくとも290人、死者は66人である（死亡率約23％）。
- 中国疾病管理当局によると、2014年1月28日現在、1月だけで96人が感染し、19人が死亡した[3]。
- 2014年の感染者は2月7日現在、中国本土と香港を合わせて175人（うち36人死亡）[4]。

2013年12月現在日本国内への感染普及の可能性があり、政府などは警戒を強めている。しかし、一般の人間が特に警戒するような状況ではない。家族・医療関係者以外のヒトからヒトへの感染が見られず、、タミフルなどをすぐ服用すれば重症化しない例が多いためである。
- H7N9は過去の流行が発見されておらず、世界の人間に免疫がなく、H7N9型はインフルエンザワクチンにも全く入っていないため、[要検証 – ノート]突然または爆発的流行のおそれは常にある。また通常のヒトインフルエンザとの遺伝子組み換えにより世界的流行病になる可能性もある[7]。
- 2014年1月、中国政府は、浙江省において「限定的で非継続的なヒト－ヒト感染」がすでに起こっているとした[8]。

2014年1月10日-20日の間で51人の感染が確認された。10日-16日の間での38人の感染確認はそれまでで最高のペースだった。意識・技術の高まりなどにより報告や発見が多くなったとする考えられたり、隠れた感染が広がっていると考えられたりしている。1月31日から始まる春節（中国の旧正月）の祝日について、中国の保健当局は都市部の住民が実家に戻ってウイルスを運ぶのではないかという懸念を発表している。国連の国際連合食糧農業機関（FAO）は、何百万もの人間が帰省し家禽が家庭でしめられると、春節の祝日の間にヒトの感染はさらに増えるかもしれない、と述べた。
2017年には2014年を超える最多の感染者数が報告されており、世界保健機関（WHO）によると、2019年4月時点で累計1500人以上が感染し少なくとも600人以上が死亡している（わずかな輸入症例を除きほぼ中国〈香港、マカオ、台湾含む〉で発生）。そのため、日本の厚生労働省は感染報告が減少しているH5N1型に代わり、中国で感染報告が多いH7N9型をベースとした新型インフルエンザワクチンの備蓄を2019年度以降に進める方針である。

## 補足解説
発見以来3週間（最初の感染以来約6週間）で100人以上に感染する2003年のH5N1では見られなかった猛スピード、死亡率20%、感染源が不明であること、人類にH7N9に対する免疫が全くないことが憂慮の大きな原因である。
現在のところ有効なワクチンは存在しないが、タミフルなどの抗インフルエンザ薬に効果があることが判明しているため、万が一感染しても抗インフルエンザ薬の早期投与で治療できると考えられている（日本感染症学会は倍量投与を推奨している）。
H7N9感染拡大のおそれを受けて、日本政府は、当初2013年5月10日までに施行と規定していた「新型インフルエンザ等対策特別措置法」について、予定を早め、施行令を2013年4月12日に閣議決定し、4月13日から施行した。ただし、明確なヒトヒト感染（ヒト間感染）が確認されなかった今回の流行は、新型インフルエンザ等対策特別措置法の対象にはならなかった。

## さらなる流行の恐れ
感染源と疑念
人間から人間への感染は今のところ否定されているが、原因となる動物（自然宿主）は、はっきりとわかっていないため、有効な対策が打てない。
SARS（サーズ）の流行では、宿主の一つとして「ハクビシン」という動物が特定されたため、感染が食い止められたとされる。
ヒトからヒトへの感染があると爆発的に感染が拡大するので一番心配されているが、4月21日現在疑い例が2-3あるだけで、公式には否定されている。
中国の有力ワクチン製造企業であるシノバクの尹衛東CEOは4月14日に、2005年から流行しているH5N1新型インフルエンザより「ずっと深刻な感染状況だ」と述べた。
4月17日現在の疑問点は、ほとんどの感染者が生きた家きん市場とつながりがありながら、4割は家きんにさわっていないと言うことであり、ウイルスが検出されたのはほとんどの場合（農場や農家など5万のうち38、例外は野生の鳩1例のみ）家きん市場からで、各種のインフルエンザウイルスにかかりやすいとされる豚の感染例が一つもないことである。また、上海の家禽市場から検出されたH7N9ウイルスには、ほ乳類に適合するための遺伝子変異がなく、変異のある患者のウイルスとは別系統であるとされる。
5月3日現在、市場の鳥からH7N9ウイルスが検出されたのは、ヒトへの感染が発見された10の1級行政区のうち半分の上海市、安徽、浙江、江蘇、河南各省の1市4省だけであり、市場の鳥が主要な感染源であると断定するのには無理がある。
ウイルスの変異と低病原性、ヒトヒト感染の可否
4月18日にECDC（EUの）防疫センターの機関誌「ユーロサーベイランス」に遺伝子解析の結果が発表され、その中で、人間に感染しやすいように変異していることが示された。
「1999-2000年にイタリアで流行したA (H7N1) 型の特徴と、2003年でオランダで流行したA (H7N7) の流行の特徴が見られるので中国でも同様のことが起こっていることが考えられる。オランダの流行で人への感染を引き起こしたPB2 E627Kと呼ばれる遺伝子変異が、現在中国で流行中のA (H7N9) においても見られる。」
4月19日、国立感染症研究所とWHO北京事務所は「限定的なヒトヒト感染が起こっていることを否定できない」という声明を発表した。
『現時点で、ヒト-ヒト感染は確認できていないが、ヒト分離の鳥インフルエンザA(H7N9)ウイルスがヒトへの適応性を高めていることは明らかであり、パンデミックを起こす可能性は否定できない。適時のリスク評価にもとづいて、パンデミックへの対応強化を準備する。』
5月1日、国立感染症研究所はリスクアセスメント（5月1日）で、かなり踏み込んで今後の対処方針をのべている。まず第1に感染経路をきちんと確定して対処できているとせず、今後の拡大の可能性を考えている。そのため中国からの感染者の入国があり得るものとしている。また中国で軽症者が少なからずいることから、発熱・肺炎等にあまりこだわらずに対応するよう求めている。
問題点
当初はウイルスの潜伏期間が7日程度と見られていたが、10日程度であると判明した。つまり症状を出さないまま行動する期間が延びたと言うことであり、治療や抗インフルエンザ薬の投与が遅れる可能性があるということである。また普通のインフルエンザウイルスは上気道で増えるので、鼻の奥から綿棒で試料を取り（スワブ）検査により検出するのが標準的な手順なのだが、ウイルスの潜伏・増殖場所が気道下部や肺である可能性ができ、通常のスワブ検査では（簡易検査だけではなく、リアルタイムRT-PCRでも）検出できない例が出てきた。
H7N9は「ステルスウイルス」（検出が難しい）の可能性がある。ウイルスの表面にあるHAには「エピトープ（抗原決定基）」が少なく、ヘルパーT細胞が抗体を作り出すのが難しい（特にアジア人はエピトープを認識して抗体を作り出す力が弱い。）。H7N9に対する免疫反応を引き出すためには13倍のウイルス量が必要とされるという（免疫系がウイルスを撃退する反応が鈍く、その間にウイルスが激増する。ワクチンが完成しても、免疫に頼るワクチンの効力が少ない（またはワクチン内のウイルスが大量に必要で、生産能力が相当落ちる。）。
中国では別の問題もある。一つは地方政府が中央政府の追及を恐れて感染者数を過小に報告するという問題である。これはSARSの時に特に大問題となった。もう一つは、保険制度がないために感染者が医者に行きたがらない（行けない）ということである。隔離病棟に入院すると1日1万元以上が個人負担になるという。中国政府は布告を出して75％を無料化している（25％という膨大な料金。普通の日本人でも自費で払えない。）が、すべてのインフルエンザ患者（疑い例も含む）が無料で安心して検診を受けられるわけではないし、今までの経験が庶民に染みついている。患者の把握と治療がきちんとできているか疑わしい。今回は中国の透明性が言われているが、最初の例も含めて微博(Weibo)などのソーシャルメディアで報道された後に、追認される例が多いからである。
4月24日 WHO・中国政府合同調査団の共同記者会見
ケイジ・フクダ代表団長（WHO事務局長補）が、2013年4月24日北京で記者会見を行った。
1. ヒトヒト感染が起こったという根拠はない。将来の可能性を排除することはできない[33]。
2. 市場で扱われている生きている鳥が感染源である可能性が高い[34]。
3. これまで見た中で一番致死性が高く、人類にとって非常に危険なウイルスの一つである[35]。
4. H5N1型よりも鳥から人間への伝染性が強い（H5N1型による死者は2003年以降で360人以上である）[36]。

タミフル供与でも軽症から重症化した例
1. 4月3日に発症した上海市の56歳男性。下記「家族内感染」の2例目。読売新聞の記事[37]では、発症した妻を看病していたため、発症当日にタミフルを投与したという。[要検証 – ノート]

公表された家族内感染の疑い
1. 江蘇省無錫市浜湖区・・・60歳男性（3月8日発症、3月11日入院、3月18日ICUおよびタミフル投与開始、5月4日死亡）と32歳女性（3月21日発症、3月24日入院し1日2回のタミフル75mg投与開始、3月28日ICU、4月24日死亡）の父娘。2013年8月に中国江蘇省疾病予防コントロールセンターが、ヒトヒト感染の可能性が高いと公表した[38][39]。父親が生きた鶏を市場で買ってから発症し。マスクをつけずに看病していた娘は鶏に触っていないという。[要検証 – ノート]
2. 上海市・・・56歳男性（4月1日発症、3,4日に上海市静安区復旦大学崋山病院で受診後、4日に上海市公共衛生臨床センターへ移送、5日H7N9陰性、4月11日感染確認、4月25日現在重症[40]）と妻・52歳女性（3月27日発症、3月29日、長寧区中心医院で診察、4月2日崋山病院ICU、4月3日死亡[41]）。夫は妻を看病していたという。[要検証 – ノート]
3. 山東省棗荘市・・・36歳男性（4月14日発症、4月23日発表）と息子・4歳男性（4月27日発症、4月28日発表）[42]）。
4. 浙江省杭州市蕭山区・・・49歳男性（2014年1月20日確認、下旬死亡）、娘は重体、妻は安定。

## 歴史
中国での時間は、すべて現地時間。

### 2013年3月
- 31日、中国政府が上海市と安徽省での3例の感染を発表した。
  - 87歳男性、上海市閔行区、2月19日発症、3月4日死亡。
    - 3月4日に55歳の息子が死亡し、H7N9感染を4月17日発表。もう一人の69歳の息子も同時期に死亡しているが感染したか不明。家族内感染の疑い例として残っている。また27歳男性とともに4人は同じ上海市第5人民病院で感染し、死亡していることが4月17日明らかになった[43]。3例とも3月29日に中国CDCがH7N9を分離確定。[要検証 – ノート]

### 2013年4月1日〜15日
- 1日、WHOがGAR警報（Global Alert and Response [44]）を発表。
- 14日現在、感染者61人、死者13人[45]（感染者（死者）は、北京市で2人（0人）、上海市で24人（9人）、江蘇省で16人（1人）、浙江省で15人（2人）、安徽省で2人（1人）、河南省で2人（0人）[46]）。

### 2013年4月16日〜30日
- 浙江省杭州市での感染が顕著で、4月20日までの5日間で14人の感染が確認されている[47]。
- 21日夕刻現在、感染者102人[48]、内20人死亡、11人退院（新たな死亡2名は浙江省の76歳の男性と浙江省湖州市の62歳の女性）（北京市1(死亡 0)、河南省3(死亡 0)、江蘇省24(死亡3)、上海市33(死亡11)、浙江省38(死亡5)、安徽省3（死亡1）。[要検証 – ノート]
- 24日
  - 日本の外務省は、賀来満夫（東北大学）を4月26日から28日まで上海、蘇州、北京に派遣し、「中国における鳥インフルエンザA（H7N9）に関する講演相談会」を開催することを発表した[49]（上海には世界最多の約6万人の在留邦人がいる[50]）。
  - 中国国外で初めてのH7N9感染者が中華民国（台湾）で発見された。53歳男性で、江蘇省蘇州市で働き、上海経由で台湾に帰国した。B型肝炎のキャリアーである（4月上旬に蘇州市のゴルフ場で生きている鳥類に接触した可能性が指摘されている）[51]。
- 中国政府は声明を発表し、4月25日から毎日の集計（地域別感染者数、死亡者数、退院数も記載）の、政府による発表を取りやめ、週ごとの発表にするとした。新華社も合計数を書かず、各省政府のその日の発表を並べているだけである[48]）。
- 26日
  - 日本政府はH7N9インフルエンザを指定感染症[注 6]とする政令を閣議決定した。5月6日施行とする。2類感染症並みの強力な措置が可能となる。検疫法の政令も改正した。[要出典]
  - 日本経団連は企業向けの説明会を開催し、日本政府が設置する新型インフルエンザ等対策有識者会議の会長・尾身茂は、「常に最悪の場合を想定して対策を進めることが重要だ」と述べた[52]。
- 27日
  - 27日現在、感染者121人・死亡者23人[53]。以下、各省・地域における発症者と死亡者数のまとめである。
    - 北京市…発症1人・死亡0人、上海市…発症33人・死亡12人、江蘇省…発症27人・死亡4人、浙江省…発症45人・死亡6人、安徽省…発症4人・死亡1人、山東省…発症1人・死亡0人、河南省…発症4人・死亡0人、江西省…発症2人・死亡0人、湖南省…発症1人・死亡0人、福建省…発症1人・死亡0人、台湾…発症1人・死亡0人 [要検証 – ノート]
- 28日
  - 時事通信では、夕方現在、感染者127人、内23人死亡[42]。

### 2013年5月
- 2日
  - MERSコロナウイルスによる感染者が新たに7人発見されたと発表された[要検証 – ノート][54][55]。
  - ロシアのゲンナージイ・オニシチェンコ医局長兼「ロスポトレブナドゾル」（連邦消費監督庁）長官が、「可能であれば中国への渡航を控えるようにおすすめする。」と述べた[56]
  - 128人が感染確定（上海33、安徽4、江蘇27、浙江46、北京2、河南4名、山東2、江西5名、福建3名、湖南2名、台湾1名）、27人が死亡（上海13名、安徽1名、江蘇6名、浙江6名、江西1名）、26人が完全回復[57]。
- 6日
  - 政府は、対策を強化するため、H7N9型インフルエンザを感染症法上の「指定感染症」に指定した。また検疫法施行令も改正した[58]。
  - 感染者は131名（上海33、安徽4、江蘇27、浙江46、北京2、河南4、山東2、江西5、福建省5、湖南2と台湾1）となり、そのうち、死者は31名（上海13、安徽2、江蘇8、浙江7、江西1）となった[59]。
- 17日、日本感染症学会が「提言 鳥インフルエンザA(H7N9)への対応【暫定】」を入院例にはタミフルの10日間投与を推奨と発表[60]。

### 2013年6-12月
- 12月10日、中国で感染力が同等なH7N9タミフル耐性ウイルスが発見されたという発表があった[要検証 – ノート][61]。
- 12月19日、広東省政府は、深圳市の38歳男性の感染を発表した（重体）[62]。広東省、特に珠江デルタ地帯周辺で重体例の連続発生が起こったため、当局は警戒を強めている[63]

### 2014年1月
- 1月
  - 上海市の31歳男性（死亡、上海市浦東新区人民病院救急室の外科医、18日に死亡、院内感染のおそれ。ただし1月15日の発症以前にインフルエンザ患者を診察しておらず、他の患者や病院の同僚の中に特に異常はないという[64][65]。）。
  - 中国当局のWHOへの報告数は、10日6人、11日3人、12日2人、13日6人、14日3人、15日4人、16日6人、17日4人、18日5人、19日0人、20日12人[注 7]。
- NHKの集計によると、2014年は1月27日までで、浙江省49、広東省26、他感染者合計101人（死者11人）[66]。
- 2014年になって、新たに浙江省だけで12人が死亡し、合計感染者103人、死者22人になった[67]。

## 日本における主な関連法令・政令・省令・条例・対策など
主な関連法令
- 「指定感染症」について（H7N9については2013年5月6日政令施行[68]。）
- 「検疫感染症」（検疫法第2条3項）も指定感染症と同様である（指定がない場合、検疫を受けるかどうかは出入国者の自由意志になる。）[要検証 – ノート]（H7N9については2013年5月6日政令施行）[要検証 – ノート]

主な関連政令・省令
- 感染症の予防及び感染症の患者に対する医療に関する法律施行令の一部を改正する政令（平成25年政令第130号）
- 鳥インフルエンザ（Ｈ７Ｎ９）を指定感染症として定める等の政令（平成25年政令第129号)
- 鳥インフルエンザ（Ｈ７Ｎ９）を指定感染症として定める等の政令の施行に伴う感染症の予防及び感染症の患者に対する医療に関する法律施行規則の準用に関する省令（平成25年厚生労働省令第62号）

- 検疫法施行規則の一部を改正する省令（平成25年厚生労働省令第63号)

主な対策
- 2013年4月13日、「新型インフルエンザ等対策特別措置法」を、予定を早めて施行する。
- 2013年4月16日、第8回「新型インフルエンザ等対策有識者会議」を開催する[69]。
- 2013年4月18日、「新型インフルエンザ等対策政府行動計画（案）」を提示する。
- 2013年5月2日、内閣府で「新型インフルエンザ等対策有識者会議専門家による情報共有の場」が開催される。
- 2013年5月6日、感染症法の「指定感染症」、および検疫法の「検疫感染症」に指定する。
- 2013年5月14日、「第９回新型インフルエンザ等対策有識者会議」開催、「新型インフルエンザ等対策ガイドライン（案）」検討。
- 2014年1月21日、新型インフルエンザ等対策特別措置法施行後初めての特別措置法に基づく訓練を行った。海外のある国でH7N9型鳥インフルエンザウイルスの人への感染や死者が急増し、世界保健機関（WHO）が「持続的に人から人へ感染」と公表した等と想定した[70]。

- 内閣官房・新型インフルエンザ等対策有識者会議

- 内閣官房・新型インフルエンザ等対策室
  - 「新型インフルエンザ等対策政府行動計画（案）」2013年4月18日[71]
  - 「新型インフルエンザ等対策ガイドライン（案）」2013年5月14日

### 日本語

#### 論文類
- 「インフルエンザA（H7N9）ウイルスのヒト感染に対するWHOのリスク評価」2013年4月14日 国立感染症研究所仮訳
  - 原文・WHO（世界保健機関）WHO Risk Assessment as of 13 April 2013
- 「インフルエンザA（H7N9）に関する質問と回答」2013年4月14日国立感染症研究所訳
  - 原文・OIE（国際獣疫事務局）Questions and Answers on influenza A(H7N9)
- 「健康上の助言／新しいインフルエンザA（H7N9）ウイルスによる人感染」
  - 原文・CDC"Human Infections with Novel Influenza A (H7N9) Viruses"CDC Health Advisory ,April 5,2013,CDCHAN-00344
- 河岡義裕（東京大学・ウィスコンシン大学）、田代眞人（WHOインフルエンザ協力センター責任者）ら 『論文要約 2013年2月から4月にかけて中国の患者から分離された新種の鳥インフルエンザA（H7N9）ウイルスの遺伝子解析 』
  - 原文・Eurosurveillance"Genetic analysis of novel avian A(H7N9) influenza viruses isolated from patients in China, February to April 2013"Eurosurveillance, Volume 18, Issue 15, 11 April 2013,European Centre for Disease Prevention and Control (ECDC)
- 「中国の鳥インフルエンザＡ（Ｈ７Ｎ９）に関する検疫所の対応について（依頼）」2013年4月18日、厚生労働省健康局結核感染症課
- 「インフルエンザA(H7N9)のリスクをどう考えるべきか （第二報）-押谷仁教授からのメッセージ2013-」2013年4月22日公開。押谷仁（東北大学大学院医学部）
- 「鳥インフルエンザA(H7N9)ウイルスによる感染事例に関するリスクアセスメントと対応」国立感染症研究所平成25年5月1日現在。（第2回の評価）
  - 中国における鳥インフルエンザA(H7N9)ウイルスによる感染事例に関するリスクアセスメントと対応国立感染症研究所、平成25年4月19日現在(改訂前の版）
- 「鳥インフルエンザA（H7N9）ウイルス感染症に関する臨床情報のまとめ－臨床像・検査診断・治療・予防投薬－」2013年4月25日現在、国立感染症研究所感染症疫学センター
- 「指定感染症・検疫感染症の指定について」 平成25年5月2日 厚生労働省健康局結核感染症課（「新型インフルエンザ等対策有識者会議専門家による情報共有の場」提出資料。）
- 「日本感染症学会提言 鳥インフルエンザA(H7N9)への対応【暫定】」PDF版（HTML版）2013年5月17日
- 新型インフルエンザの診療に関する研修（2013年11月24日開催）資料
  - 鳥インフルエンザA（H7N9）への対応・・石田直（大原記念倉敷中央医療機構 倉敷中央病院呼吸器内科）
  - 沖縄県の視点から見た新型インフルエンザ対策 ・藤田次郎（・琉球大学大学院医学研究科）
- 平成25年 政府行動計画・ガイドラインを踏まえた「医療機関における新型インフルエンザ等対策立案のための手引き」(平成25年９月 暫定1.1版)

#### 新聞・一般雑誌・放送
- 読売新聞
  - 「鳥インフル 大流行を警戒」2013年4月28日朝刊15面
  - 「鳥インフルH7N9型の特徴は？」2013年6月16日朝刊19面
- NHK
  - 『「鳥インフルエンザ」どう備える？』NHKおはよう日本・特集まるごと・2013年4月19日（金）（鳥取大学農学部伊藤壽啓教授、けいゆう病院 菅谷憲夫医師）（すがや のりお。1972年慶應大学医学部卒業、1997年厚生省新型インフルエンザ対策検討会委員。2006年と2009年WHO鳥インフルエンザ薬物治療ガイドライン委員。2009年日本感染症学会新型インフルエンザ対策委員、日本小児科学会新型インフルエンザ対策室委員）
  - 「鳥インフル感染確認1か月 対策は」WEB特集 2013年4月30日 21時25分
- 「インフルウイルスの脅威  変異繰り返し、感染力増大」日本経済新聞 2013年5月5日朝刊15面（サイエンス）
- 外務省が中国（上海、蘇州、北京）に派遣した賀来満夫東北大学教授による鳥インフルエンザに関する講演相談会資料（2013年4月下旬）（専門情報・当時の状況・インフルエンザの基本的対策と効果を説明している）。講演相談会資料１、講演相談会資料２

### 英語
- WHO
  - "Frequently Asked Questions on human infection with influenza A(H7N9) virus, China"WHO,Update as of 30 April 2013 （WHOによるFAQ、4月30日改訂）
  - " Human infection caused by the avian influenza A(H7N9) virus - WHO Risk Assessment as of 10 May 2013"WHO,May 10,2013（WHOによるリスク評価）
  - "Standardization of the influenza A(H7N9) virus terminology as of 16 April 2013"WHO,April 16,2013
  - "Interim WHO surveillance recommendations for human infection with avian influenza A(H7N9) virus"WHO,May 10,2013
  - "Summary of status of development and availability of avian influenza A(H7N9) candidate vaccine viruses"10 May 2013
  - China-WHO Joint Mission on Human Infection with Avian Influenza A(H7N9) Virus, 18-24 April 2013, Mission Report17 May 2013
  - Clinical management of severe acute respiratory infections when novel coronavirus is suspected:What to do and what not to doINTERIM GUIDANCE DOCUMENT,WHO Feb 11, 2013（ARDS管理の実際）
  - Background and summary of human infection with avian influenza A(H7N9) virus – as of 31 January 2014WHO 31 Jan 2014

- China CDC
  - "Questions and Answers about human infection withA(H7N9) avian influenza virus"2013-03-31,Chinese Center for Disease Control and Prevention (China CDC)
- CDC
  - "Global Concerns Regarding Novel Influenza A (H7N9) Virus Infections"New England Jounal of Medicine,April 11, 2013(by Timothy M. Uyeki and Nancy J. Cox,CDC)
  - "Interim Guidance on the Use of Antiviral Agents for Treatment of Human Infections with Avian Influenza A (H7N9)"CDC,April 18,2013
  - "Travel Notice  Watch: Level 1, Practice Usual Precautions Avian Flu (H7N9) in China"Updated: April 15, 2013,CDC
  - "Emergence of Avian Influenza A(H7N9) Virus Causing Severe Human Illness — China, February–April 2013"Early Release,May 1, 2013 / 62(Early Release);1-6,Morbidity and Mortality Weekly Report (MMWR),CDC（CDCによる4月末現在での総括）

- ECDC
  - "Human infection with a novel avian influenza virus, A(H7N9) – China"Technical reports - 08 May 2013,ECDC（ECDCによる5月8日現在のリスク評価と、加盟国への勧告。）
    - "Rapid risk assessment: Severe respiratory disease associated with a novel influenza A virus, A(H7N9) China"Technical reports - 03 Apr 2013,European Centre for Disease Prevention and Control (ECDC)（EUの疾病管理センターECDCによる4月3日現在の迅速リスク評価）

  - Supporting diagnostic preparedness for detection of avian influenza A(H7N9) viruses in EuropeECDC,24 Apr 2013
  - Epidemiological update of 29 April on avian influenza A(H7N9) virusECDC,29 Apr 2013]（4月末現在のECDCの疫学的まとめ）
  - "Proposed interim case definition and case finding algorithm for reporting patients infected by the avian influenza A(H7N9) virus in EU/EEA Member States"03 May 2013
  - Diagnostic preparedness in Europe for detection of avian influenza A(H7N9) virusesECDC,Technical document - 24 Apr 2013 （ECDCによる検出・診断の手引き）
- "Human Infection with a Novel Avian-Origin Influenza A (H7N9) Virus"New England Jounal of Medicine,April 11,2013
- "Preliminary Report: Epidemiology of the Avian Influenza A (H7N9) Outbreak in China"New England Jounal of Medicine,April 24,2013
- "Isolation and characterization of H7N9 viruses from live poultry markets―Implication of the source of current H7N9 infection in humans"Chinese Science Bulletin,April,2013 中国農業科学院による遺伝子研究。H7N9が上海の生きている鳥から人間に感染したという説の根拠になった論文（「鳥インフルＨ７Ｎ９型、上海の市場で誕生か 中国研究者ら発表」産経新聞2013.4.23 16:28 [要検証 – ノート]）。
- "Human infections with the emerging avian influenza A H7N9 virus from wet market poultry: clinical analysis and characterisation of viral genome"The Lancet, Early Online Publication, 25 April 2013中国研究者によるランセット掲載論文。市場の生きた鳥から人間への感染が遺伝子解析から立証されたとする（「鳥から人の感染、遺伝子解析で確認…Ｈ７Ｎ９型」読売新聞 2013年4月26日20時39分 [要検証 – ノート]）。
- "Comparative epidemiology of human infections with avian influenza A H7N9 and H5N1 viruses in China: a population-based study of laboratory-confirmed cases"The Lancet, Early Online Publication, 24 June 2013
- Human infection with avian influenza A H7N9 virus: an assessment of clinical severityThe Lancet, Early Online Publication, 24 June 2013

- "OIE expert mission finds live bird markets play a key role in poultry and human infections with influenza A(H7N9)"OIE,Paris, 30 April 2013
- Diagnostic and treatment protocol for human infections with avian influenza A (H7N9) (2nd edition, 2013)April 25（中国CDCによるH7N9インフルエンザの診断・治療マニュアル）
- "Flu papers spark row over credit for data"The Nature,01 May 2013
- "The Big One? Is China covering up another flu pandemic -- or getting it right this time?"Laurie Garrett|APRIL 24, 2013
- "Origin and diversity of novel avian influenza A H7N9 viruses causing human infection: phylogenetic, structural, and coalescent analyses"The Lancet,Early Online Publication, 1 May 2013 ランセットに載った中国の論文。野鳥のウイルスがアヒルを通して家禽類に広がったため、4種類のウイルスが合わさってできたという（“H7N9型 4種以上ウイルス変異か”. NHKニュース (日本放送協会). (2013年5月5日).  オリジナルの2013年5月6日時点におけるアーカイブ。 2013年5月5日閲覧。）。
- "Clinical Findings for Early Human Cases of Influenza A(H7N9) Virus Infection, Shanghai, China"Emerging Infectious Diseases,Volume 19, Number 7—July 2013（上海の医師による患者の臨床像の詳細。タミフルの効果は限定的であっという。）
- "Major Challenges in Providing an Effective and Timely Pandemic Vaccine for Influenza A(H7N9)"Journal of the American Medical Association (JAMA),May 9, 2013
- "Monitoring Avian Influenza A(H7N9) Virus through National Influenza-like Illness Surveillance, China"Emerging Infectious Diseases,Volume 19, Number 8—August 2013
- Cytokine and Chemokine Levels in Patients Infected with the Novel Avian Influenza A (H7N9) Virus in ChinaJournal of Infectious Diseases 10.1093/infdis/jit440 Aug.29,2013
- The Novel Avian-Origin Human A (H7N9) Influenza Virus Could be Transmitted between Ferrets via Respiratory DropletsThe Journal of Infectious Diseases Advance Access 10.1093/infdis/jit440,Aug 29,2013
- "Epidemiology of Human Infections with Avian Influenza A(H7N9) Virus in China"February 6, 2014 issue of New England Journal of Medicine